# Gobierno interino de Carlos Soublette
El gobierno interino de Carlos Soublette fue el primer gobierno de Soublette, quien fue nombrado por el Congreso Nacional para terminar el período presidencial de José María Vargas después de su renuncia en 1836. Soublette asumió en 1837 y ejerció hasta 1839.

## Antecedentes
El último presidente electo había sido José María Vargas, quien renunció en medio de la difícil situación interna de la post-independencia. Andrés Narvarte y José María Carreño asumieron como presidentes interinos hasta que el Congreso Nacional designó a Carlos Soublette vicepresidente y presidente encargado después de que ganara las elecciones con 52 votos.
Soublette, por su parte, había sido ministro de Simón Bolívar cuando el país era parte de la Gran Colombia y de Páez, durante la separación de Colombia y el establecimiento de la república de Venezuela. Soublette, quien estaba en Europa ejerciendo como ministro plenipotenciario negociando el Tratado de Independencia de Venezuela, Paz y Amistad con España, llegó a La Guaira el 10 de abril de 1837, y al día siguiente fue investido de su cargo.

## Gabinete
Páez ayudó a Soublette a formar su gabinete; Ramón Yépes y José Luis Ramos fueron nombrados secretarios de Estado, el coronel Guillermo Smith como ministro de Guerra y Marina y Santos Michelena como ministro de Hacienda y Relaciones Exteriores, quedando Páez a cargo del ejército.

## Política nacional

### Política de defensa
Páez, a cargo del ejército, sofocó la rebelión de Francisco Farfán, uno de los sublevados indultados de la Revolución de las Reformas, quien se alzó en Apure. Soublette le dio un indulto a todos los reformistas, incluidos algunos relacionados con Farfán que no hubieran sido parte del alzamiento, lo que fue recibido con desagrado por algunos de sus propios partidarios y de los adeptos de Vargas, quienes estaban de acuerdo con las penas que estaban pagando.
Juan Cordero y Eduardo Figueroa se alzaron en Cumaná, y el coronel Francisco María Farías se rebeló en Maracaibo y Perijá en 1838. Todos los movimientos fueron vencidos y a Farías se le dictó sentencia de muerte. Entre 1837 y 1838 la defensa del país se había llevado el 45% del presupuesto nacional.

### Política económica
Para ese entonces la mayoría de los intercambios comerciales eran trueques. En 1837 comenzó una crisis económica en Estados Unidos que repercutió negativamente en Venezuela.

### Política de inmigración
En mayo de 1837 el gobierno promulgó una ley para fomentar la inmigración europea, antes legislada sólo a favor de los canarios. Se instaba a las empresas a fomentar y llevar a cabo los procesos de inmigración y colonización.

## Política exterior
Durante este tiempo Venezuela mantuvo relaciones diplomáticas con Ecuador, Perú, Bolivia, Nueva Granada y Chile, así como un tratado de navegación con Estados Unidos y tratados de amistad y comercio con Países Bajos, Francia, Dinamarca y las Ciudades Hanseáticas, así como con Reino Unido, con quienes hubo disputas limítrofes en torno a la Guayana Esequiba.

## Análisis
Según Graíño, este período fue de gran esplendor y prosperidad.